# Étienne Pavillon
Étienne Pavillon, né en 1632 à Paris où il est mort le 10 janvier 1705, est un avocat et poète français.

## Sa vie et son œuvre
Petit-fils d'un avocat et neveu de l'évêque Nicolas Pavillon, il entreprend des études de théologie, puis y renonce pour devenir avocat général au parlement de Metz. Après avoir exercé pendant dix ans, il subit un revers de fortune et revient à Paris. Souffrant de la goutte et pensionné par Louis XIV, il fait de sa demeure un salon où afflue la bonne société. « Elle trouvait en lui une causerie fine et spirituelle, ingénieuse et polie, instructive sans être pédante. » C'est ainsi que, contre La Bruyère et sans l'avoir sollicité, il est élu membre de l'Académie française en 1691, au fauteuil de Benserade (qui frappa son époque par son sonnet sur Job) puis de l'Académie des inscriptions en 1701.
Étienne Pavillon est l'auteur de vers de circonstance, en stances et en madrigaux, et de lettres en vers ou en prose dans le genre de Voiture, réunis pour la première fois en volume après sa mort et plusieurs fois réédités entre 1715 et 1750. Voltaire l'a qualifié de « doux mais faible Pavillon. »

## Exemples: deux poèmes d'esprit très différent
Ces poèmes montrent deux faces d'Etienne Pavillon : l'enthousiaste et la légère

### Prodiges de l'esprit humain
Tirer du ver l'éclat et l'ornement des rois,
Rendre par les couleurs une toile parlante,
Emprisonner le temps dans sa course volante,
Graver sur le papier l'image de la voix ;
Donner aux corps de bronze une âme foudroyante,
Sur les cordes d'un luth faire parler les doigts
Savoir apprivoiser jusqu'aux monstres des bois,
Brûler avec un verre une ville flottante ;
Fabriquer l'univers d'atomes assemblés,
Lire du firmament les chiffres étoilés,
Faire un nouveau soleil dans le monde chimique ;
Dompter l'orgueil des flots, et pénétrer partout,
Assujettir l'enfer dans un cercle magique,
C'est ce qu'entreprend l'homme, et dont il vient à bout.

### À une Dame, sur un mal de tête
Si c'est une vapeur de la Région basse,
Dont un jeune cerveau souvent est embrasé,
Peu de chose vous embarrasse.
Ce n'est qu'une chaleur, qui passe ;
Et le remède en est aisé.
Accoutumés-vous à l'usage
D'une prise de Mariage,
Le soir avant vôtre sommeil.
Reiteretur au réveil ;
Et, si le jour encor vous sentés quelque chose,
Apelés du secours & redoublés la dose.
Mais tout le monde en vain voudroit vous secourir,
Si le mal vient du Cœur & vous porte à la Tête.
Il faut vous résoudre à souffrir ;
Vous êtes trop fidèle, Iris, pour en guérir.